# Toyokoro
Toyokoro (豊頃町?) è una cittadina giapponese della prefettura di Hokkaidō.